# Bêta-lecteur
Pour les articles homonymes, voir Bêta (homonymie).
Un bêta-lecteur est un critique, professionnel ou non, d’ouvrages écrits, généralement d'œuvres de fiction. Cette fonction n'est pas synonyme de celle de correcteur, qui consiste à corriger les textes.
Le travail principal du bêta-lecteur est de donner son avis sur l’histoire, sa crédibilité, ses personnages, d'aider l'auteur à améliorer son histoire. Un bêta-lecteur intervient généralement lorsque l’œuvre est prête à être publiée, ou non.
Cette activité peut être réalisée de façon bénévole ou rémunérée, par des professionnels du livre ou des particuliers. Néanmoins, des sociétés tentent de démocratiser et de faciliter l'accès à ces services. Ces plateformes se chargent de sélectionner et former les bêta-lecteurs afin de garantir une qualité des critiques à destination des auteurs. De même, elles rémunèrent les bêta-lecteurs.